# Catherine Reitman
Catherine Marcelle Reitman (Los Angeles, 1981. április 28. –) kanadai-amerikai színésznő, producer és író. A CBC Workin' Moms című vígjátéksorozatának alkotója, vezető producere, írója és sztárja. A sorozat Magyarországon is látható, elsősorban innen ismeri őt a magyar közönség.

## Élete
Los Angelesben, Kaliforniában született, Geneviève Robert francia-kanadai színésznő és a szlovák származású kanadai filmrendező, Ivan Reitman lányaként. Apja zsidó családból származik, anyja pedig áttért a judaizmusra. A Cate Schoolba járt, és a Dél-Kaliforniai Egyetemen végzett színészetet. Caroline Reitman és Jason Reitman rendező nővére.

## Karrier
2011 januárjában elindította a Breakin' It Down with Catherine Reitman című filmkritikai webshow-ját a YouTube-on, amely 2013 júliusában ért véget.
Kisebb szerepekben feltűnt a Beethoven 2. (1993), Felkoppintva (2007), Spancserek (2009) és Barátság extrákkal (2011) című filmekben. Szerepeket kapott még a Hollywood Residential, Felhőtlen Philadelphia, a Így jártam anyátokkal, a Nancy ül a fűben és Blackish című sorozatokban is. Feltűnik a Kids in the Hall című szkeccsvígjáték-sorozat új változatában is.
2016-ban Reitman megalapította a Wolf & Rabbit Entertainment ULC-t férjével, Philip Sternberggel, hogy elkészítsék a Dolgozó anyák című félórás, egykamerás vígjátéksorozatot a CBC számára. Ő a sorozat alkotója, producere, írója és egyik főszereplője, Sternberg mellett. Ezen kívül Reitman több epizódot is rendezett a sorozat valamennyi évadában. A Dolgozó anyák öt kanadai Screen Award-jelölést kapott 2017-ben, többek között Retmant a legjobb színésznő kategóriában jelölték.
Férje Philip Sternberg színész és producer, két gyermekük született. Érdekesség, hogy nemcsak a való életben, hanem a Dolgozó anyák c. sorozatban is egy párt alkotnak, ahol ugyancsak két gyermekük van.

## Fordítás
Ez a szócikk részben vagy egészben  a   Catherine Reitman című angol Wikipédia-szócikk ezen változatának fordításán alapul.  Az eredeti cikk szerkesztőit annak laptörténete sorolja fel. Ez a jelzés csupán a megfogalmazás eredetét és a szerzői jogokat jelzi, nem szolgál a cikkben szereplő információk forrásmegjelöléseként.